# Château de La Bancalié
Le château de La Bancalié est un château situé sur la commune de Terre-de-Bancalié (anciennement Saint-Antonin-de-Lacalm), dans le Tarn (France).
D'origine médiévale, il a connu de très nombreux propriétaires au cours de son histoire, comme les familles de Cabrol, d'Adhémar ou de Becdelièvre.

## Historique

### Origine
Bien que la date de construction du château de La Bancalié ne soit pas connue, différents ouvrages mentionnent son origine médiévale,, voire l'établissent comme un édifice antérieur au XIIIe siècle.
Les premiers propriétaires et seigneurs connus sont issus de la famille de Bages, qui y demeure plusieurs générations. C'était une famille de petite noblesse locale, qui s'est tout de même illustrée en donnant trois consuls à la cité d'Albi (Pierre Ier, puis Antoine II en 1545 et enfin Jean en 1645). Finalement, lors du mariage de Pierre de Raspaud, seigneur de Gramont, avec la fille de Pierre II de Bages, le château passe aux mains de la famille de Raspaud (vers 1582). En effet, le fils unique de Pierre II, François, meurt sans héritier et sa sœur hérite donc de tout.

### Du XVIIe au XVIIIe siècle
Au XVIIe siècle, sur ordre du cardinal de Richelieu, les tours de l'édifice sont arasés, peut-être en conséquence des rebellions huguenotes qui sont vivaces dans la région. Des remaniements ont ensuite lieu, aux XVIIe et XVIIIe siècles, mais la physionomie générale du lieu est conservée.
Au début de ce XVIIIe siècle, la seigneurie de Bancalié, dépendant de l'Arifadès, appartient à Marc-Antoine de Cabrol, probable fils de Louis II de Cabrol ou de Pierre de Cabrol, et aussi seigneur de Verdussié (attesté en 1713-1716). Après le mariage de sa fille, la marquise de Cabrol, avec Jacques de Novion en 1734, le château et les terres de la Bancalié lui reviennent. Ainsi, en 1768, on mentionne encore les Novion au château.

### XIXe siècle à aujourd'hui
Après la révolution française, de nombreuses familles nobles se succèdent entre ses murs. En 1867, il appartient certainement à la famille de Farguettes, puisque le 2 mai de cette année a lieu sur place le mariage de Gilbert Pradal de Farguettes fils de Jean-Philippe-Armand Pradal de Farguettes et de Henriette Rose Icard avec Joséphine-Thérèse Chilhaud-Dumaine. Puis le 16 avril 1873, Mathilde Adhémar nait au château, et il semble donc appartenir à la famille d'Adhémar. Et en 1913, un certain vicomte Christian de Becdelièvre est propriétaire de la bâtisse.
Des modifications architecturale sont faites au XXe siècle, puisque les cartes postales de l'époque montrent un ensemble de créneaux sur les tours, là où aujourd'hui, on trouve de simples toitures.

## Architecture
Le château de La Bancalié, situé à la pointe Nord du lac artificiel de la Bancalié, se compose d'un corps de logis rectanglaire flanqué d'une autre aile, qui encadrent tous deux une cour d'honneur. Quatre tours sont visibles. Les deux premières, massives et carrées, délimitent la façade principale, l'une au sud de la cour, en avancement ; l'autre à l'angle entre le corps et l'aile. Les deux autres tours, circulaires et bien moindres, flanquent la façade arrière de la bâtisse.
Le rez-de-chaussée se trouve en élévation, pour lequel l'accès se fait par un bel exemple de perron à balustres. L'entrée est surmontée d'un lanternon en brique.